# Drobeta-Turnu Severin
Drobeta-Turnu Severin es una ciudad con estatus de municipiu de Rumania, capital del distrito de Mehedinți.

## Geografía
Drobeta-Turnu Severin (pronunciación: /dro'be.ta 'tur.nu se.ve'rin/) se encuentra en la orilla derecha del Danubio, aguas abajo de las Puertas de Hierro, a una altitud de 104 m sobre el nivel del mar, a 340 km de la capital, Bucarest.

## Historia
Drobeta (en latín Drubetae), antigua ciudad de la provincia romana de la Dacia Superior, es la actual ciudad rumana de Drobeta-Turnu Severin, situada en la orilla izquierda del Danubio.
Llamada Drobetae por los romanos, tomó el nombre de Turnu Severin, o la Torre del Norte, una torre en la orilla septentrional del Danubio construida por los bizantinos, que fue erigida en un cerro rodeado por un profundo foso. Fue construida para conmemorar la victoria sobre los galos y los marcomanos por el emperador romano Septimio Severo (193-211).
Próximo a Turnu Severin están los restos del famoso puente de Trajano, el más largo de la época imperial, construido en el 103 por el arquitecto Apolodoro de Damasco. El Danubio tiene unos 1200 metros de anchura en este punto. El puente se compone de veinte arcos soportados por pilares de piedra; sólo dos son aún visibles con el caudal bajo.
Tras la retirada de la administración romana de Dacia, la ciudad fue conservada bajo ocupación romana como cabeza de puente en la orilla septentrional del Danubio (siglos IV-VI). 
Destruida por los hunos en el siglo V, fue reconstruida por Justiniano I (527-565). En la Edad Media, es cuando cambió el nombre por el de Turnu Severin y llegó a ser el centro político del banato de Severin (siglo XIII). Fue reclamada y perteneció sucesivamente al reino de Hungría y al de Valaquia, y se apropió de ella el Imperio otomano en 1524. Ya bajo ocupación otomana, la administración del territorio fue trasladada al oeste de Oltenia, y se centró en Cerneţi. 
Tras librarse el Danubio del control otomano, como consecuencia del Tratado de Adrianópolis en 1829, se decidió urbanizar la ciudad actual, con un riguroso programa (1836), y también el puerto (1858). La construcción de factorías industriales espoleó la reestructuración de la ciudad.
Experimentó crecimiento en múltiples niveles (económico, urbanístico y social), y en 1972 recibió el nombre de Drobeta-Turnu Severin. En 1992, el primer documento que la mencionó, conmemoraba sus 1870 años.

## Demografía
Según estimación 2012 contaba con una población de 117 677 habitantes.
| 1948   | 1956   | 1966   | 1977   | 1992    | 2002    | 2012    |
| 31 296 | 32 486 | 45 397 | 76 686 | 115 259 | 104 557 | 117 677 |